# Петнист скункс
Петнистият скункс (Spilogale putorius) е вид бозайник от семейство Скунксови (Mephitidae).

## Разпространение и местообитание
Разпространен е в Канада и САЩ.